# Elisabeth-Norgall-Preis
Der Elisabeth-Norgall-Preis wird jährlich vom „International Women’s Club of Frankfurt e. V.“ zum Gedenken an Elisabeth Norgall an eine Frau verliehen, die sich für die Probleme und Belange von Frauen und Kindern einsetzt. Seit 1978 werden abwechselnd eine Deutsche und eine Ausländerin ausgezeichnet. Der Norgall-Preis ist mit 6.000 € dotiert.
Die Bedeutung des Preises liegt vor allem darin, dass auf diese Weise Menschen, die Leistungen in bemerkenswerten Hilfsprojekten von Nichtregierungsorganisationen erbringen und nach Meinung der Jury nicht genügend Aufmerksamkeit erhalten haben, geehrt und finanziell unterstützt werden, wozu auch das damit verbundene Medienecho beiträgt.

## Namensgeberin

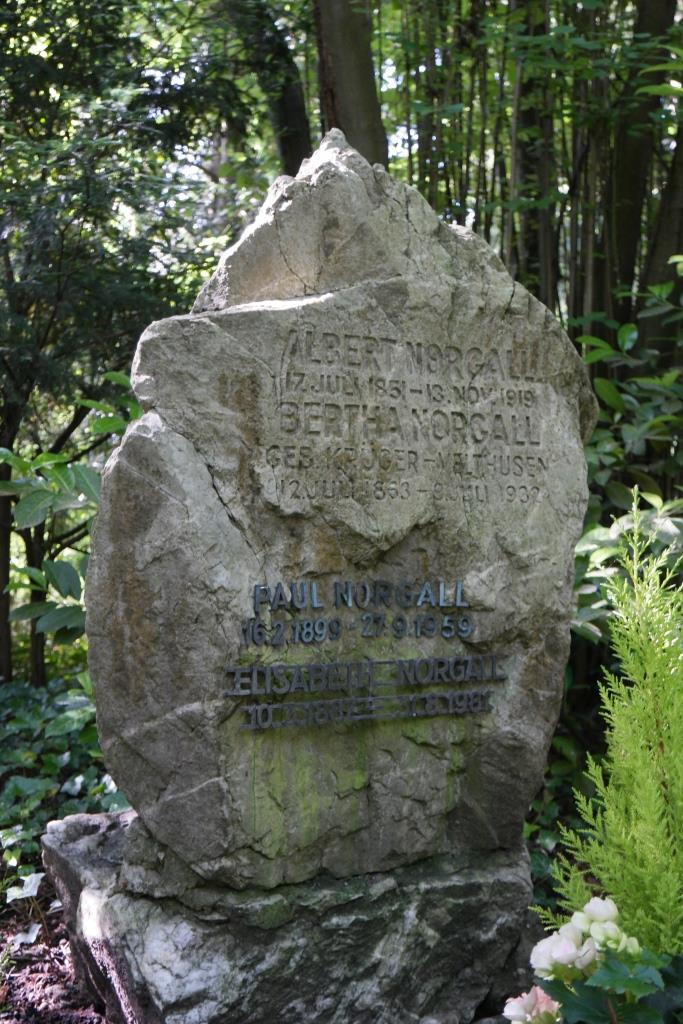
Grab von Elisabeth Norgall auf dem Hauptfriedhof in Frankfurt am Main

Der Preis ist nach der Gründerin des International Women’s Club of Frankfurt benannt. Elisabeth Norgall (* 10. März 1887 in Kirchlotheim an der Eder; † 31. August 1981 in Frankfurt am Main) studierte in Lausanne, Oxford und Paris.
Danach unterrichtete sie als Studienrätin von 1930 bis 1952 an der Schillerschule in Sachsenhausen und später an der Ziehenschule. Nach Ende des Zweiten Weltkriegs war sie als Dolmetscherin für die US-Streitkräfte tätig und gründete zunächst einen deutsch-amerikanischen Frauenclub, aus dem 1946 der International Women’s Club of Frankfurt entstand. Sie war zudem Förderin von Schüleraustausch und Sprachferien und fungierte mehrere Jahre als Vizepräsidentin der Steuben-Schurz-Gesellschaft (benannt nach Carl Schurz und Friedrich Wilhelm von Steuben), deren Frauenabteilung sie 1953 gründete. Norgall wurde unter anderem mit dem Bundesverdienstkreuz ausgezeichnet. Ihr Grab befindet sich auf dem Frankfurter Hauptfriedhof.

## Preisträgerinnen
- 1978 Rosemarie Wolf-Almanasreh (D)
- 1979 Maci MacCormack (USA)
- 1980 Pia Näbauer (D)
- 1981 Prinzessin Margaret von Hessen und bei Rhein (GB)
- 1982 Brigitte Pross (D)
- 1983 Krystyna Graef (PL)
- 1984 Ulla Schmidt (D)
- 1985 Anitra Karsten (SF)
- 1986 Charlotte Hesser (D)
- 1987 Sr. Maria do Divino Redentor (P)
- 1988 Liesel Christ (D)
- 1989 Nevâl Gültekin (TR)
- 1990 Monika Ceglarz (D)
- 1991 Zahira H. Abdin (ET)
- 1992 Kerstin Schön (D)
- 1993 Aicha Belarbi Alaoui (MA)
- 1994 Maria von Welser (D)
- 1995 Diana Morales (PE)
- 1996 Wera Röttgering (D)
- 1997 Donka Paprikova (BG)
- 1998 Jutta W. Thomasius (D)
- 1999 Gertrud Bärtschi (CH)
- 2000 Sabriye Tenberken (D)
- 2001 Anne Wanjugu (Kenia)
- 2002 Sybille Schnehage (D)
- 2003 Brigitte Pleyer (A)
- 2004 Margarete von der Borch (D)
- 2005 Aïcha Ech-Chenna (MA)
- 2006 Stella Deetjen (D)
- 2007 Elena Mereacre (MD)
- 2008 Schwester Monika (D)
- 2009 Lotti Latrous (CH)
- 2010 Doris Kliehm (D)[5]
- 2011 Vilborg Isleifsdóttir-Bickel (IS)[6]
- 2012 Orla Klippe (D)[7]
- 2013 Cornelia Fischer (CH)[8]
- 2014 Ursula Biermann (D)[9]
- 2015 Jasmina Prpić (D)[10]
- 2016 Hannelore Brenner (D)
- 2017 Virginia Wangare Greiner (KE/D)
- 2018 Barbara Stäcker (D)
- 2019 Chungja Agnes Kim (KOR)
- 2020 Ingrid Gräfin zu Solms-Wildenfels (D)
- 2021 Anna Fiscale (IT)
- 2022 Gerlinde Förster (D)
- 2023 Cristina Latorre Darquea (EC)[11]
- 2024 Tuğba Tekkal (D)[12]